# Pave Alexander 8.
Pave Alexaner 8. (22. april 1610 – 1. februar 1691), født Pietro Vito Ottoboni, var pave fra år 1689, hvor han blev valgt, frem til sin død i 1691.
| Efterfulgte: Innocens 11. 1676-1689 | Pave 1689-1691 | Efterfulgtes af: Innocens 12. 1691-1700 |

- Wikimedia Commons har flere filer relateret til Pave Alexander 8.